# 13513 Manila
13513 Manila este un asteroid din centura principală de asteroizi.

## Descriere
13513 Manila este un asteroid din centura principală de asteroizi. A fost descoperit pe 2 martie 1990 la Observatorul La Silla de Eric Walter Elst. Asteroidul prezintă o orbită caracterizată de o semiaxă mare de 2,24 ua, o excentricitate de 0,10 și o înclinație de 5,7° în raport cu ecliptica.